# 9

## Події
- Вересень 9 року: Битва в Тевтобургському лісі — бій між германцями та римською армією.
- Велике іллірійське повстання — закінчення.